# Ilagan
Ilagan is een stad in de Filipijnse provincie Isabela in het noordoosten van het eiland Luzon. Bij de laatste census in 2007 had de stad ruim 131 duizend inwoners.

## Geschiedenis
Op 21 juni 2012 ondertekende president Benigno Aquino III de wet die de gemeente Ilagan in een stad omvormde. Op 11 augustus 2012 werd dit middels een volksraadpleging bekrachtigd

## Geografie

### Bestuurlijke indeling
Ilagan is onderverdeeld in de volgende 91 barangays:
| - Alibagu - Alinguigan 1st - Alinguigan 2nd - Alinguigan 3rd - Anggasian - Arusip - Baculud - Bagong Silang - Bagumbayan - Baligatan - Ballacong - Bangag - Batong Labang - Bigao - Bliss Village - Cabannugan 1st - Cabannugan 2nd - Cabisera 10 - Cabisera 17 - Cabisera 19 - Cabisera 2 - Cabisera 22 - Cabisera 23 | - Cabisera 25 - Cabisera 27 - Cabisera 3 - Cabisera 4 - Cabisera 5 - Cabisera 6 & 24 - Cabisera 7 - Cabisera 8 - Cabisera 9 - Cadu - Calamagui 1st - Calamagui 2nd - Camunatan - Capelan - Capo - Carikkikan Norte - Carikkikan Sur - Casisera 14 & 16 - Centro - Centro San Antonio - Fugu - Fuyo - Gayong-gayong Norte | - Gayong-gayong Sur - Guinatan - Lullutan - Malalam - Malasin - Manaring - Mangkuram - Marana 1st - Marana 2nd - Marana 3rd - Minabang - Morado - Naguilian Norte - Naguilian Sur - Namnama - Nanaguan - Osmeña - Paliueg - Pasa - Pilar - Quimalabasa - Rang-ayan - Rugao | - Salindingan - San Andres - San Felipe - San Ignacio - San Isidro - San Juan - San Lorenzo - San Pablo - San Rodrigo - San Vicente - Siffu - Sindon Bayabo - Sindon Maride - Sipay - Sta. Barbara - Sta. Catalina - Sta. Isabel Norte - Sta. Isabel Sur - Sta. Victoria - Sto. Tomas - Tangcul - Villa Imelda |

## Demografie
Ilagan had bij de census van 2007 een inwoneraantal van 131.243 mensen. Dit zijn 11.253 mensen (9,4%) meer dan bij de vorige census van 2000. De gemiddelde jaarlijkse groei komt daarmee uit op 1,24%, hetgeen lager is dan het landelijk jaarlijks gemiddelde over deze periode (2,04%). Vergeleken met de census van 1995 is het aantal mensen met 24.331 (22,8%) toegenomen.

De bevolkingsdichtheid van Ilagan was ten tijde van de laatste census, met 131.243 inwoners op 1166,26 km², 112,5 mensen per km².